# Bạo loạn Phnôm Pênh 2003
Vụ việc bắt đầu vào tháng 1 năm 2003, một bài báo của Campuchia đã gây hiểu lầm khi cho rằng một nữ diễn viên Thái Lan tên là Suvanant Punnakant tuyên bố rằng Angkor Wat thuộc về Thái Lan. Các phương tiện truyền thông và báo chí khác của Campuchia lao vào đưa tin và tiếp tục khuấy động tình cảm dân tộc dẫn đến vụ bạo loạn ở Phnôm Pênh vào ngày 29 tháng 1, khiến Đại sứ quán Thái Lan bị đốt cháy và tài sản thương mại của các doanh nghiệp Thái Lan bị phá hoại. Các cuộc bạo loạn phản ánh mối quan hệ lịch sử hay thay đổi giữa Thái Lan và Campuchia, cũng như các yếu tố kinh tế, văn hóa và chính trị liên quan đến hai nước.

## Bối cảnh

### Lịch sử
Trong lịch sử, mối quan hệ giữa Xiêm (nay là Thái Lan) và Campuchia cực kỳ bất thường, phản ánh sự phân chia khu vực thành các thị quốc hơn là các quốc gia. Số thị quốc này đã bị ràng buộc với nhau thành các đế chế bởi các mối quan hệ chính trị, quân sự và triều cống dù ít dù nhiều. Vào thế kỷ 14, trung tâm quyền lực của Thái Lan đã chuyển từ Sukhothai về tận phía nam Ayutthaya, trong lãnh thổ đã hình thành một phần của Đế quốc Khmer. Mối đe dọa do Ayutthaya gây ra đối với Angkor gia tăng khi sức mạnh của nó tăng lên, và vào thế kỷ 15, chính Angkor đã bị cướp phá.
Các thế kỷ tiếp theo chứng kiến nhiều cuộc xâm lăng của người Xiêm. Trong phần lớn thế kỷ 19, miền bắc Campuchia, bao gồm cả Angkor, nằm dưới quyền cai trị của Xiêm. Mức độ độc lập mà Campuchia được hưởng dao động theo vận may tương đối của Xiêm, Campuchia và thực dân Pháp.
Năm 1907, Xiêm nhượng miền bắc Campuchia cho Pháp. Vào những năm 1930, sự mất mát này đã trở thành nền tảng chủ quyền của chính phủ quốc gia, cho rằng khu vực này là một "lãnh thổ bị mất" thuộc quyền sở hữu của Thái Lan. Năm 1941, sau một cuộc chiến với Vichy Pháp, Thái Lan đã nhanh chóng lấy lại được các vùng lãnh thổ đã nhượng lại cho Pháp vào năm 1907. Yêu sách này không bị bỏ rơi cho đến những năm 1950.

### Kinh tế
Tiến bộ kinh tế nhanh chóng của Thái Lan trong thập niên 1980 và 1990 đã khiến nền kinh tế của nước này trở thành một trong những nước mạnh nhất ở Đông Nam Á. Ngược lại, cuộc Nội chiến Campuchia, chính phủ Khmer Đỏ và chính phủ tiếp theo của Cộng hòa Nhân dân Campuchia, không đảm bảo được sự công nhận của Liên Hợp Quốc, khiến Campuchia yếu về kinh tế. Kết quả là, các doanh nghiệp Thái Lan thống trị một phần của nền kinh tế Campuchia, gây ra sự phẫn nộ của người dân Campuchia.

### Văn hóa
So với Campuchia, Thái Lan có dân số đông hơn rất nhiều và cởi mở hơn với những ảnh hưởng của phương Tây. Những yếu tố này đã mang lại cho Thái Lan một ảnh hưởng văn hóa đáng kể đối với âm nhạc và truyền hình Campuchia. Điều này được kết hợp với một nhận thức về phía nhiều người Campuchia rằng người Thái kiêu ngạo và phân biệt chủng tộc đối với hàng xóm của họ. Vốn có một lịch sử lâu dài về tranh chấp và hiểu lầm giữa người Khmer và người Thái. Xung đột và yêu sách từ cả hai phía dẫn đến sự phẫn nộ lớn; điều này, bất chấp thực tế là văn hóa của Thái Lan và Campuchia gần như giống hệt nhau. Không có quốc gia nào khác ở Đông Nam Á có văn hóa tương tự Thái Lan như Campuchia. Nguyên nhân đằng sau sự phẫn nộ của người Khmer đối với người Thái bắt nguồn từ cảm giác suy tàn kể từ thời đế quốc Khmer, trong khi người Thái vẫn chiếm ưu thế trong khu vực. Cũng có những cách hiểu khác nhau trong lịch sử hai nước và thời đại của đế quốc Khmer. "Sự thiếu hiểu biết này được phản ánh trong suy nghĩ của một số lượng đáng kể người Thái có học thức và là thành viên của giai cấp thống trị, luôn phân biệt người Khom và người Khmer, coi họ là hai dân tộc riêng biệt". Họ tiếp tục khẳng định rằng "đó là người Khom, chứ không phải người Khmer, người đã xây dựng các quần thể đền đài hùng vĩ ở Angkor Wat và Angkor Thom và sáng lập một trong những đế quốc cổ đại thực sự tráng lệ của thế giới". Sự phẫn nộ của người Khmer đối với thái độ này về quan điểm trung tâm đối với các tài liệu lịch sử của người Thái—có thật hay không, không dựa trên nền tảng mới vào năm 2003. Bất chấp sự đồng thuận của thế giới rằng văn hóa và đế quốc cai trị khu vực bắt nguồn từ tiếng Khmer; thực tế là có những người Thái tuyên bố khác có thể bị một số người Khmer coi là một sự xúc phạm. Vào thế kỷ 19 ""vương quốc Khmer suýt nữa thoát khỏi bị nuốt chửng bởi hai nước láng giềng mạnh hơn là Thái Lan ở phía tây và Việt Nam ở phía đông". Điều này tạo ra một nỗi sợ hãi ở nhiều người Khmer rằng quốc gia láng giềng đã ra tay chinh phục và xóa bỏ bản sắc Khmer.

## Nguyên nhân bạo loạn
Vụ bạo loạn tháng 1 năm 2003 được thúc đẩy từ một bài viết đăng trên tờ Rasmei Angkor (Ánh sáng Angkor) của Campuchia vào ngày 18 tháng 1. Bài báo tố cáo rằng nữ diễn viên Thái Lan Suvanant Punnakant nói phía Campuchia đã "đánh cắp" Angkor Wat, và rằng cô sẽ không xuất hiện ở Campuchia cho đến khi được đưa trở lại Thái Lan. Biên tập viên của tờ báo đã cung cấp nguồn tin cho câu chuyện như một nhóm những người theo chủ nghĩa dân tộc Khmer nói rằng họ đã nhìn thấy nữ diễn viên trên đài truyền hình. Không có bằng chứng để xác nhận cho tuyên bố của tờ báo đã xuất hiện, và dường như bản tin này là điều bịa đặt hoặc phát sinh từ sự hiểu lầm về những gì mà Suvanant đã nói. Cũng có ý kiến cho rằng báo cáo là một nỗ lực của một công ty đối thủ nhằm làm mất uy tín của nữ diễn viên, người cũng là "gương mặt" của một công ty mỹ phẩm.
Bản tin đã được đài phát thanh và phương tiện truyền thông Khmer chọn, và các bản sao của bài báo Rasmei Angkor được phân phát trong các trường học. Vào ngày 27 tháng 1, thủ tướng Campuchia Hun Sen đã lặp lại những lời buộc tội và nói rằng Suvanant "chẳng đáng giá một vài ngọn cỏ gần ngôi đền". Ngày 28 tháng 1, chính phủ Campuchia sau đó đã cấm tất cả các chương trình truyền hình Thái Lan ở nước này.
Không có nghi ngờ rằng tình cảm dân tộc mạnh mẽ đã có mặt trong quá trình dẫn đến cuộc bạo loạn. "Chủ nghĩa dân tộc trong nhiều năm đã bị các nhà lãnh đạo chính trị của hai nước khai thác nhằm thỏa mãn vô số lợi ích chính trị của chính họ". Một số người lập luận rằng Đảng Nhân dân Campuchia (CPP) có động cơ chính trị để dàn xếp các cuộc bạo loạn. Sau khi bắt giữ Mam Sonando, "Thống đốc Phnôm Pênh lúc đó là Chea Sophara, một chính trị gia CPP ngày càng nổi tiếng (theo một số người bật mí là ông dám thách thức Hun Sen làm ứng cử viên Thủ tướng) đã bị cách chức". Sự trùng hợp ngẫu nhiên hay không sự kiện xảy ra sau vụ bạo loạn năm 2003, đều có lợi cho vị Thủ tướng Campuchia.

## Diễn biến vụ bạo loạn
Vào ngày 29 tháng 1, những kẻ bạo loạn đã tấn công đại sứ quán Thái Lan ở Phnôm Pênh, phá hủy tòa nhà. Đám đông còn tấn công các cơ sở của các doanh nghiệp thuộc sở hữu của Thái Lan, bao gồm Thai Airways International và Shin Corp, thuộc sở hữu của gia đình thủ tướng Thái Lan lúc đó là Thaksin Shinawatra. Một bức ảnh chụp cảnh một người đàn ông Campuchia cầm bức chân dung rực cháy của vị vua đáng kính Bhumibol Adulyadej đã khiến nhiều người dân Thái Lan nổi giận. Chính phủ Thái Lan liền gửi máy bay quân sự đến Campuchia để sơ tán người quốc tịch Thái, trong khi người Thái biểu tình bên ngoài đại sứ quán Campuchia ở Bangkok.
Trách nhiệm đối với các cuộc bạo loạn đã bị tranh cãi: Hun Sen đã quy kết chính phủ thất bại trong việc ngăn chặn các cuộc tấn công là "sự kém cỏi", và nói rằng các cuộc bạo loạn đã bị khuấy động bởi "những kẻ cực đoan". Chủ tịch Quốc hội, Hoàng thân Norodom Ranariddh tuyên bố rằng lãnh đạo phe đối lập Sam Rainsy đã chỉ đạo các cuộc tấn công. Rainsy liền thanh minh là ông đã cố gắng ngăn chặn bạo lực.
Một số, bao gồm cả đại sứ Thái Lan tại Campuchia vào thời điểm đó, cho rằng cuộc bạo loạn ngày 29 tháng 1 năm 2003 đã được dàn xếp. Người Campuchia và người Thái đều nhất trí, trong các cuộc thảo luận trực tuyến, đã khẳng định rằng "Hun Sen và các thành phần của CPP đứng đằng sau cuộc biểu tình". Cần lưu ý rằng thủ tướng Campuchia đã có một bài phát biểu, chỉ hai ngày trước cuộc bạo loạn, điều này càng củng cố thêm cáo buộc được đưa ra về bình luận của nữ diễn viên Thái Lan. Ngoài ra "bất chấp những lời kêu gọi tuyệt vọng tới tấp từ đại sứ Thái Lan gửi tới Bộ trưởng Ngoại giao, cảnh sát và Bộ Quốc phòng, các quan chức và cảnh sát Campuchia đã làm rất ít để ngăn cản đám đông gây rối". Đại sứ quán Thái Lan ở rất gần Bộ Nội vụ và trụ sở của CPP.

## Hậu quả
Chính phủ Thái Lan đã đóng cửa biên giới đất nước với Campuchia sau các cuộc bạo loạn, nhưng chỉ đối với công dân Thái Lan và Campuchia. Không có điểm nào là biên giới đã từng đóng cửa đối với người nước ngoài hoặc khách du lịch phương Tây. Biên giới được mở lại vào ngày 21 tháng 3 năm 2003, sau khi chính phủ Campuchia trả khoản bồi thường 6 triệu đô la Mỹ cho việc phá hủy đại sứ quán Thái Lan. Trong một cuộc biểu tình năm 2006 chống lại Thủ tướng Thái Lan Thaksin Shinawatra, một số nhà ngoại giao Thái Lan có ảnh hưởng, bao gồm cựu đại sứ của Liên Hợp Quốc Asda Jayanama và cựu đại sứ tại Việt Nam Supapong Jayanama, đã tố cáo rằng phía Campuchia chỉ trả một nửa số tiền bồi thường. Bộ Ngoại giao Thái Lan đã bác bỏ cáo buộc này. Chính phủ Campuchia cũng đồng ý bồi thường cho từng doanh nghiệp Thái Lan về những tổn thất mà họ phải gánh chịu, sẽ được đàm phán riêng.
Ngay sau cuộc bạo loạn, làn sóng bắt giữ—hơn 150 người—đã bị các nhóm nhân quyền chỉ trích, nêu bật những bất thường trong thủ tục và từ chối của chính quyền nhằm theo dõi các điều kiện giam giữ của họ. Chủ sở hữu của Beehive Radio, Mam Sonando và Chan Sivutha, Tổng biên tập tờ Reaksmei Angkor, cả hai đều bị bắt mà không có lệnh bắt giữ, bị buộc tội xúi giục phạm tội, kích động phân biệt đối xử và cung cấp thông tin sai lệch. Về sau họ đều được cho phép tại ngoại  và không có phiên tòa nào được tổ chức.